# José Agustín Soto García
José Agustín Soto García (Madrid, España, 19 de marzo de 1965) es un exfutbolista y entrenador español. Jugó de delantero en Primera División de España con el Rayo Vallecano, y también lo hizo en Segunda División de España con el Rayo y Real Murcia Club de Fútbol. En la actualidad está sin equipo tras entrenar al Club Deportivo Eldense de la Tercera División de España (Grupo VI).

## Clubes

### Como jugador
| Club              | País   | Año       |
| ----------------- | ------ | --------- |
| Rayo Vallecano    | España | 1985-1991 |
| Real Murcia C. F. | España | 1991-1993 |

### Como técnico
| Club                                | País   | Año       |
| ----------------------------------- | ------ | --------- |
| Rayo Vallecano Juvenil "A"          | España | 2000-2001 |
| Atlético Madrid Juvenil "A"         | España | 2001-2002 |
| Caravaca C. F.                      | España | 2002-2003 |
| Atlético Madrid "C"                 | España | 2003-2004 |
| A. D. Parla                         | España | 2004-2006 |
| Caravaca C. F.                      | España | 2006-2007 |
| Caravaca C. F. (director deportivo) | España | 2006-2007 |
| F. C. Torrevieja                    | España | 2008-2010 |
| Villarrubia Club de Fútbol          | España | 2010-2011 |
| Club Deportivo Eldense              | España | 2012      |